# Бургунка
Бургу́нка — село в Україні, у Тягинській сільській громаді Бериславського району Херсонської області. Населення становить 1159 осіб.
Село лежить над Дніпром.

## Населення

### Мовний склад
Рідна мова населення за даними перепису 2001 року:
| Мова       | Чисельність, осіб | Доля     |
| ---------- | ----------------- | -------- |
| Українська | 1 058             | 91,29 %  |
| Російська  | 88                | 7,59 %   |
| Інше       | 13                | 1,12 %   |
| Разом      | 1 159             | 100,00 % |

## Історія
У княжі часи й за бродників тут існувало руське, бродницьке й литовсько-руське місто й замок Бургун.
Село постраждало від Голодомору, проведеного радянським урядом у 1932—1933 роках. Згідно з мартирологом Національної книги пам'яті України, складеного на основі свідчень очевидців 2007 року, загинуло 6 осіб, проте жодного з них не вдалося ідентифікувати.
Село окуповане російськими військами 24 лютого 2022 року. Визволене Збройними силами України 11 листопада 2022 року в ході контрнаступу в Херсонській області.